# Eric Vanlessen
Eric Vanlessen, né le 24 juillet 1948, est un joueur de football belge devenu entraîneur.